# ヤーバー
ヤーバー（ยาบ้า）はメタンフェタミンやカフェインを混ぜて錠剤にしたタイの麻薬。また、インドでは Bhul Bhuliya と呼ばれることもある。

## 概要
ヤーバーはアンフェタミン系覚醒剤の一つであり、アンフェタミン硫酸塩、メタンフェタミン、メタンフェタミン塩酸塩の三種が配合される。現在、タイ国内においてはほとんどのものにメタンフェタミン塩酸塩が含まれる。典型的なヤーバーの主な含有成分はメタンフェタミン30%、カフェイン60％、その他10％という構成。
ヤーバーは、配合物などによってさまざまな呼び名があり、ヤーアイスなどもヤーバーの一種である。
形状、大きさ、色彩にはさまざまなものがある。大きさは直径7ミリのものから3ミリのものまである。色彩はオレンジ、水色、紫、ピンク、茶、黄、緑など。刻印は「ฬ」「m」「M」「PG」「Ｒ」「WY」、星型、三日月の刻印が打ってあるものがある。
品質は様々でほとんどが経口投与用、もしくは吸入用に製造されている。ラオスからのもので注射器で摂取するものもある。この混合違法薬物はタイでは特にポピュラーなもので、隣国のミャンマーから輸入している。近年は移民のアメリカ住民間で使われており、MDMAに代わるクラブドラッグとして使われることもある。
ヤーバーはタイで眠気覚ましに使うトラック運転手のためガソリンスタンドで売られていたが、1970年代にタイ政府によって違法薬物に指定された。多数の長距離バスの事故や、2003年以前からのタクシン元首相による薬物密売排除キャンペーンの後、薬物を使うバスの運転手は以前よりも減った。取り締まりの結果、小売価格は一錠100～150バーツから250～450バーツに上がっているが、いまだポピュラーなパーティードラッグである。
2006年、ヤーバーはバングラデシュの富裕層の間で流行した。2007年に行われた当局による一連の薬物に対する公開強制捜査により現場にいた何人かの有名なビジネスマンが巻き込まれた。ホテル Purbani のオーナーとその恋人がヤーバー密輸の疑いで逮捕されたとき、メディアで大々的に報じられた。

## 刑罰
タイにおいてヤーバーは仏暦2522年（1979年）麻薬取締法により第1種違法麻薬に指定されており、製造者、運び屋に対しては、死刑、終身刑を含めた重刑が科される。また使用者に対しても6ヶ月から3年の刑が科される。